# Aulnay-sur-Iton
Pour les articles homonymes, voir Aulnay et Iton (homonymie).
Aulnay-sur-Iton (à prononcer ɔnɛ, le 'l' étant muet) est une commune française située dans le département de l'Eure, en région Normandie.

## Géographie

### Localisation
Le village d'Aulnay-sur-Iton est localisé dans la vallée de l'Iton, entre les communes de La Bonneville-sur-Iton en amont vers l'ouest, et la commune d'Arnières-sur-Iton en aval vers l'est. Les flancs de la vallée sont abrupts côté nord où quelques falaises de calcaire et silex apparaissent par endroits. La pente est plus douce vers le sud où les coteaux sont garnis de forêts.
Le village proprement dit est structuré en trois secteurs principaux :
- le vieux Aulnay, organisé autour de l'ancienne mairie et de l'église Saint-Pierre et enchâssé entre deux bras de l'Iton ;
- la Friche, regroupant la plupart des logements récents et les structures municipales (mairie, salle des fêtes, école, stade) ;
- le Cativet et les jardins, à proximité de l'ancienne abbaye de la Noé.

Le territoire de la commune est séparé en deux par la voie ferrée assurant la liaison Paris - Caen - Cherbourg. La ligne suit la vallée de l'Iton à proximité du coteau sud. L'électrification de la ligne à partir de 1989 entraîne la suppression de quatre passages à niveaux au profit de deux ponts routiers, séparant un peu plus le territoire en deux espaces distincts.
La surface d'Aulnay-sur-Iton est de 153 hectares, ce qui en fait une des plus petites communes de France. Par sa surface, Aulnay-sur-Iton est en effet la 36 486e commune de France sur 36 681 (DOM compris).
| La Bonneville-sur-Iton | Saint-Sébastien-de-Morsent |                   |
| La Bonneville-sur-Iton | Aulnay-sur-Iton            | Arnières-sur-Iton |
|                        | Les Ventes                 |                   |

### Hydrographie
La commune est située dans le bassin Seine-Normandie. Elle est drainée par l'Iton, deux bras de l'Iton et divers autres petits cours d'eau,.
L'Iton, d'une longueur de 132 km, prend sa source dans la commune de Mahéru et se jette  dans l'Eure à Acquigny, après avoir traversé 39 communes.

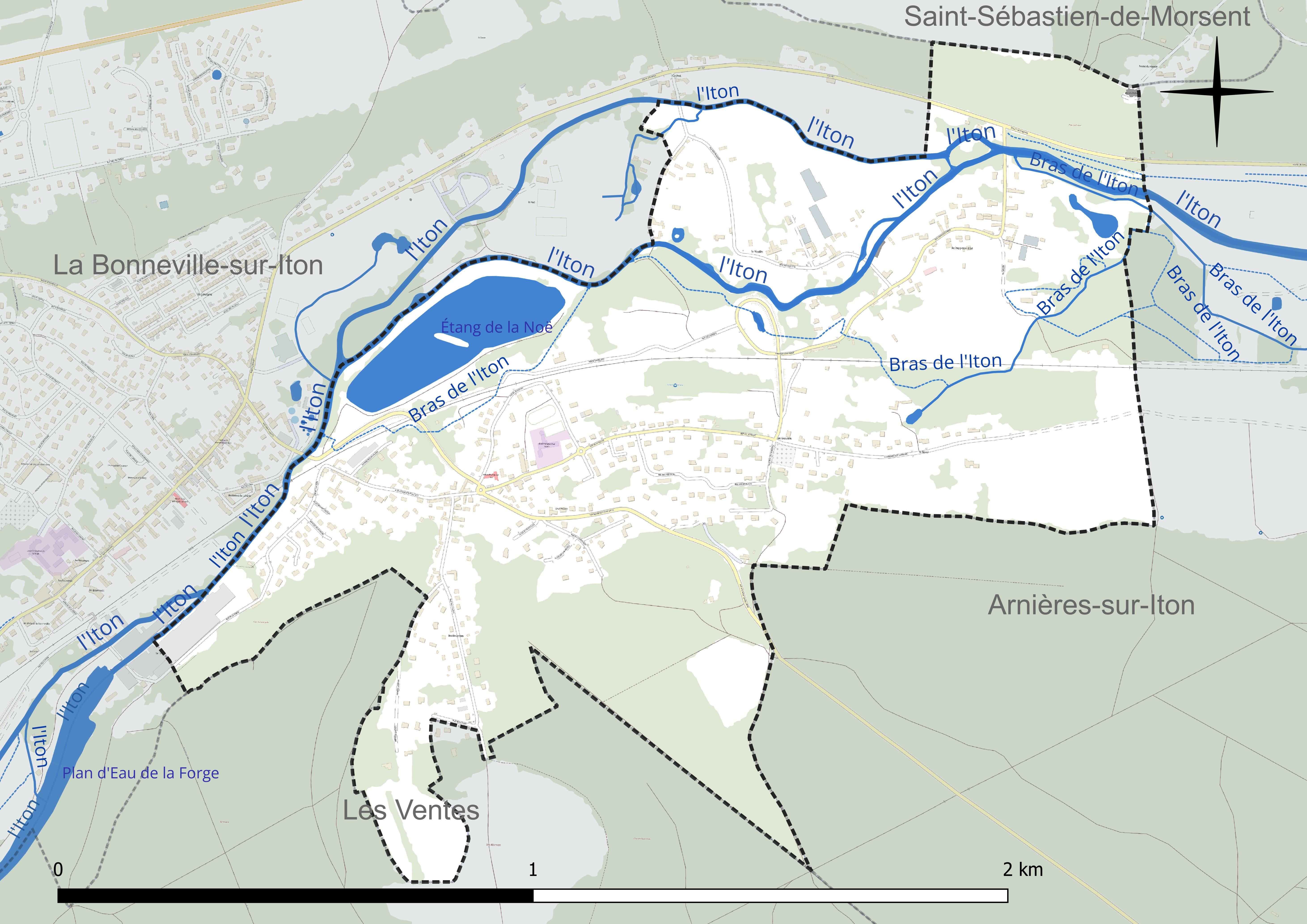
Réseau hydrographique d'Aulnay-sur-Iton.

Un plan d'eau complète le réseau hydrographique : l'étang de la Noë (5,7 ha),.

### Climat
Pour des articles plus généraux, voir Climat de la Normandie et Climat de l'Eure.
En 2010, le climat de la commune est de type climat océanique dégradé des plaines du Centre et du Nord, selon une étude du CNRS s'appuyant sur une série de données couvrant la période 1971-2000. En 2020, Météo-France publie une typologie des climats de la France métropolitaine dans laquelle la commune est exposée à un climat océanique et est dans la région climatique Côtes de la Manche orientale, caractérisée par un faible ensoleillement (1 550 h/an) ; forte humidité de l’air (plus de 20 h/jour avec humidité relative > 80 % en hiver), vents forts fréquents. Parallèlement le GIEC normand, un groupe régional d’experts sur le climat, différencie quant à lui, dans une étude de 2020, trois grands types de climats pour la région Normandie, nuancés à une échelle plus fine par les facteurs géographiques locaux. La commune est, selon ce zonage, exposée à un « climat des plateaux abrités », correspondant aux plaines agricoles de l’Eure, avec une pluviométrie beaucoup plus faible que dans la plaine de Caen en raison du double effet d’abri provoqué par les collines du Bocage normand et par celles qui s’étendent sur un axe du Pays d'Auge au Perche.
Pour la période 1971-2000, la température annuelle moyenne est de 10,6 °C, avec  une amplitude thermique annuelle de 14,3 °C. Le cumul annuel moyen de précipitations est de 648 mm, avec 10,6 jours de précipitations en janvier et 8 jours en juillet. Pour la période 1991-2020, la température moyenne annuelle observée sur la station météorologique la plus proche, située sur la commune de Guichainville à 10 km à vol d'oiseau, est de 11,1 °C et le cumul annuel moyen de précipitations est de 659,6 mm,. Pour l'avenir, les paramètres climatiques de la commune estimés pour 2050 selon différents scénarios d’émission de gaz à effet de serre sont consultables sur un site dédié publié par Météo-France en novembre 2022.

## Urbanisme

### Typologie
Au 1er janvier 2024, Aulnay-sur-Iton est catégorisée bourg rural, selon la nouvelle grille communale de densité à 7 niveaux définie par l'Insee en 2022.
Elle appartient à l'unité urbaine de La Bonneville-sur-Iton, une agglomération intra-départementale dont elle est une commune de la banlieue,. Par ailleurs la commune fait partie de l'aire d'attraction d'Évreux, dont elle est une commune de la couronne,. Cette aire, qui regroupe 108 communes, est catégorisée dans les aires de 50 000 à moins de 200 000 habitants,.

### Occupation des sols
L'occupation des sols de la commune, telle qu'elle ressort de la base de données européenne d’occupation biophysique des sols Corine Land Cover (CLC), est marquée par l'importance des territoires artificialisés (48,7 % en 2018), en augmentation par rapport à 1990 (22,3 %). La répartition détaillée en 2018 est la suivante : 
zones urbanisées (48,7 %), forêts (28,5 %), terres arables (12,5 %), zones agricoles hétérogènes (10,3 %). L'évolution de l’occupation des sols de la commune et de ses infrastructures peut être observée sur les différentes représentations cartographiques du territoire : la carte de Cassini (XVIIIe siècle), la carte d'état-major (1820-1866) et les cartes ou photos aériennes de l'IGN pour la période actuelle (1950 à aujourd'hui).

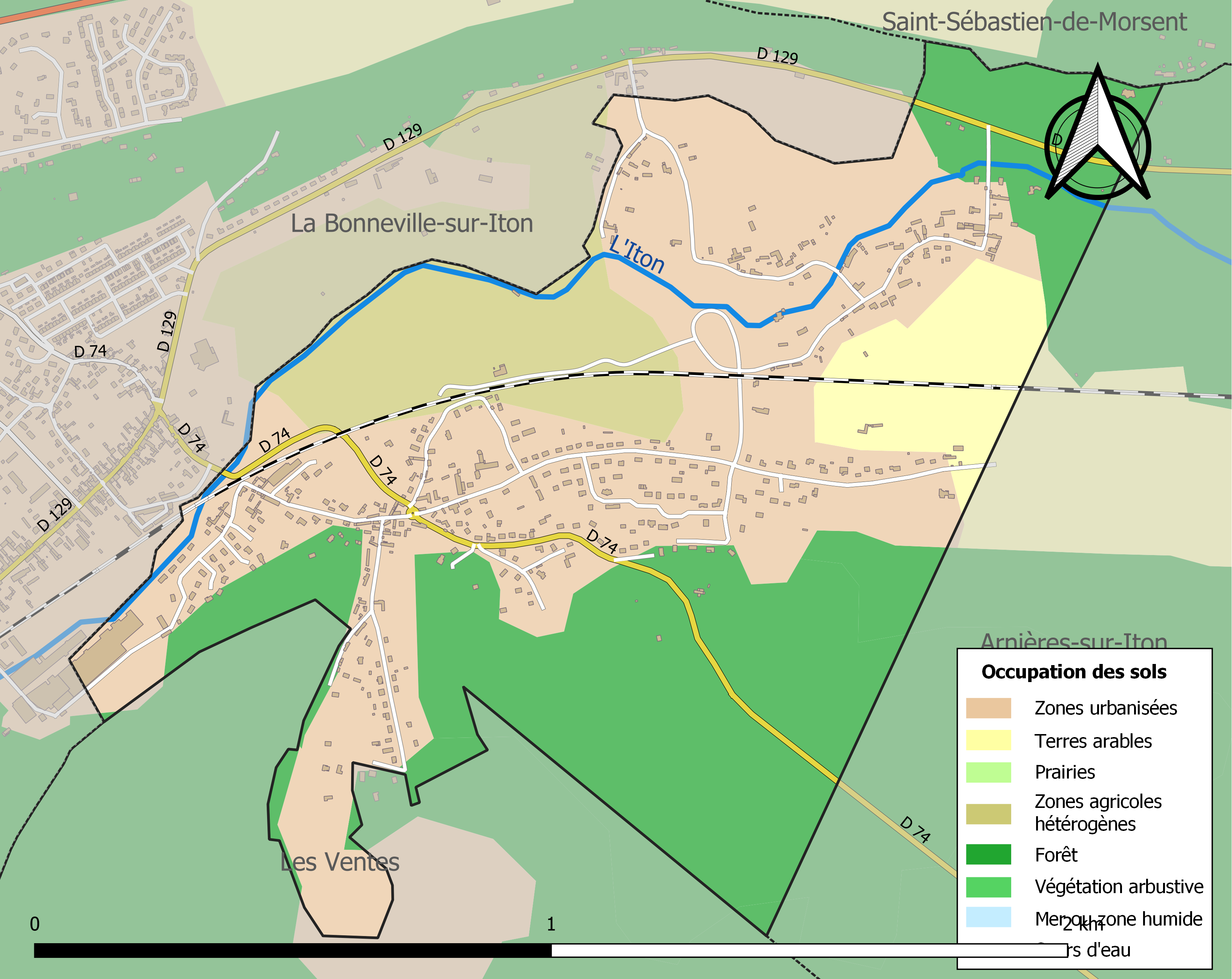
Carte des infrastructures et de l'occupation des sols de la commune en 2018 (CLC).

## Toponymie
Le nom de la localité est attesté sous les formes Alneto en 1180 , ; Annellum vers 1190.
Du latin alnetum, « bois d'aulnes » (comprendre le gallo-roman ALNETU ou l'ancien français aulnai), c'est le « lieu où poussent des aulnes ». cf. français moderne aulnaie.
Du XIIe siècle à la Révolution, on relève différentes graphies romanes du nom de la paroisse : Aunay, Aunais, Anay, Aunoi, Aulnaye. Un décret de 1793 fixe la forme Aulnay.
Aulnay est modifié en Aulnay-sur-Iton par décret le 23 juillet 1932.
L'Iton est une rivière, dernier affluent de la rive gauche de l'Eure.

## Histoire

### Présence gallo-romaine
En 2002, lors de travaux en vue de la création d'un lotissement, des traces de fondation d'une villa gallo-romaine sont mis en évidence sur le territoire la commune.

## Politique et administration
| Période                                  | Période   | Identité        | Étiquette | Qualité                                           |
| ---------------------------------------- | --------- | --------------- | --------- | ------------------------------------------------- |
| mars 2001                                | mars 2008 | Danielle Jeanne | UDF       | Conseillère régionale                             |
| mars 2008                                | En cours  | Danielle Jeanne | MoDem     | Retraitée de l'enseignement Conseillère régionale |
| Les données manquantes sont à compléter. |           |                 |           |                                                   |

## Démographie
L'évolution du nombre d'habitants est connue à travers les recensements de la population effectués dans la commune depuis 1793. Pour les communes de moins de 10 000 habitants, une enquête de recensement portant sur toute la population est réalisée tous les cinq ans, les populations de référence des années intermédiaires étant quant à elles estimées par interpolation ou extrapolation. Pour la commune, le premier recensement exhaustif entrant dans le cadre du nouveau dispositif a été réalisé en 2004.

En 2022, la commune comptait 707 habitants, en évolution de −0,42 % par rapport à 2016 (Eure : −0,25 %, France hors Mayotte : +2,11 %).
| 1793 | 1800 | 1806 | 1821 | 1831 | 1836 | 1841 | 1846 | 1851 |
| ---- | ---- | ---- | ---- | ---- | ---- | ---- | ---- | ---- |
| 222  | 181  | 253  | 239  | 205  | 257  | 248  | 259  | 242  |

| 1856 | 1861 | 1866 | 1872 | 1876 | 1881 | 1886 | 1891 | 1896 |
| ---- | ---- | ---- | ---- | ---- | ---- | ---- | ---- | ---- |
| 260  | 242  | 229  | 252  | 218  | 218  | 208  | 198  | 215  |

| 1901 | 1906 | 1911 | 1921 | 1926 | 1931 | 1936 | 1946 | 1954 |
| ---- | ---- | ---- | ---- | ---- | ---- | ---- | ---- | ---- |
| 239  | 267  | 356  | 291  | 330  | 311  | 298  | 310  | 325  |

| 1962 | 1968 | 1975 | 1982 | 1990 | 1999 | 2004 | 2006 | 2009 |
| ---- | ---- | ---- | ---- | ---- | ---- | ---- | ---- | ---- |
| 466  | 425  | 482  | 529  | 544  | 590  | 600  | 639  | 731  |

| 2014 | 2019 | 2022 | - | - | - | - | - | - |
| ---- | ---- | ---- | - | - | - | - | - | - |
| 719  | 708  | 707  | - | - | - | - | - | - |

## Culture locale et patrimoine

### Personnalités liées à la commune
François Faber (1887 à Aulnay-sur-Iton - 1915), coureur cycliste mort pour la France le 9 mai 1915 à Carency. À Wiltz (Luxembourg), il y a une maison qui porte une inscription « Maison de François Faber ». Le 9 mai 2015, soit 100 ans jour pour jour après sa mort, une cérémonie est organisée en présence du préfet de l'Eure et de l'ambassadeur du Luxembourg en France à l'occasion de l'inscription de son nom sur le monument aux morts de la commune,.

### Patrimoine naturel
La forêt d'Évreux (dont une partie se trouve comprise sur le territoire de la commune), est en zone naturelle d'intérêt écologique, faunistique et floristique.

### Héraldique
| Armoiries d'Aulnay-sur-Iton | Elles peuvent se blasonner ainsi aujourd’hui : parti d'or et d'azur au chevron de l'un en l'autre, en chef à dextre d'une feuille d'aulne d'azur, en chef à senestre d'un cygne d'argent, et en pointe d'un pal retrait de l'un en l'autre surmonté d'une burèle ondée d'argent mouvant du bord inférieur du chevron, sommée d'une roue de moulin du même, le tout brochant sur la partition. |